# Matthias Haldemann
Matthias Haldemann (* 1963) ist ein Schweizer Kunsthistoriker und Museumsdirektor. Er veröffentlichte zahlreiche Sachbücher zu Moderner Kunst.

## Leben und Karriere
Matthias Haldemann wurde 1963 in Basel geboren und studierte Kunstwissenschaft und Geschichte in Basel und Bern. Seine akademische Laufbahn gipfelte 1998 in einer Promotion an der Universität Basel mit einer Dissertation über „Kandinskys Abstraktion“. Die Entstehung und Transformation seines Bildkonzepts", die später im Fink Verlag München veröffentlicht wurde.
Bereits 1990, direkt nach seinem Studium der Kunstgeschichte, übernahm Haldemann die Leitung des Kunsthaus Zug. Unter seiner 35-jährigen Führung entwickelte er das Museum von einem regionalen Kunstraum zu einer international renommierten Institution. Als Direktor und Kurator spezialisierte er sich auf Wiener Moderne, zeitgenössische und interdisziplinäre Kunst sowie Kunst im öffentlichen Raum.

### Museumstätigkeit und Sammlungskonzepte
Haldemann gilt als Pionier in der Handhabung zeitgenössischer Kunst. Aufgrund der räumlichen Begrenzungen des Museums entwickelte er das revolutionäre „Projekt Sammlung“, das Künstler zu mehrjährigen Work-in-Progress-Projekten nach Zug einlud. Dieses Konzept basierte auf der Überlegung, dass Ortsbezug und Kontinuität sowie die Möglichkeit vertiefter Auseinandersetzung primäre Aspekte des Sammelns darstellen und nicht materieller Besitz.
Unter Haldemanns Leitung entstanden bedeutende langfristige Projekte mit international renommierten Künstlern wie Tadashi Kawamata und Richard Tuttle (1996–2000), Jo Achermann, Pavel Pepperstein, Olafur Eliasson, Roman Signer, James Turrell und Ilya & Emilia Kabakov.
Ein zentraler Erfolg von Haldemanns Direktorat war die Anbindung der Stiftung Sammlung Kamm ans Museum. Diese Stiftung besitzt die größte Kollektion von Werkgruppen der Wiener Moderne außerhalb Österreichs, was dem Kunsthaus Zug internationales Renommee verschaffte. Seit 1998 ist Haldemann Vizepräsident der Stiftung Sammlung Kamm.

### Wissenschaftliche Tätigkeit
Haldemann hielt ab 2001 einen Lehrauftrag an der Universität Basel und ist seit 2005 Beirat der Fritz-Wotruba-Stiftung in Wien. Seine wissenschaftlichen Arbeitsschwerpunkte umfassen Gegenwartskunst, Wiener Moderne, russische Kunst, Geschichte des Museums sowie Malerei und Musik.

### Beurlaubung 2025
Am 15. April 2025 wurde Haldemann per sofort von seinem Amt als Direktor beurlaubt. Die offizielle Begründung lautete „seit Längerem bestehende Differenzen zwischen Direktion, Personal sowie den Gremien des Hauses“. Die ursprünglich bis Ende Mai 2025 geplante Beurlaubung wurde inzwischen „bis auf weiteres“ verlängert.
Die Beurlaubung löste breite Solidarität in der internationalen Kunstszene aus. In einem offenen Brief stellten sich namhafte Persönlichkeiten aus dem In- und Ausland, darunter Direktorinnen von renommierten Museen sowie Künstlerinnen und Künstler aus der ganzen Welt hinter Haldemann. Die Stiftung Sammlung Kamm äußerte ihr „Unverständnis“ und betonte ihre langjährigen positiven Erfahrungen mit Haldemann.

## Schriften (Auswahl)
- Kandinskys Abstraktion. Fink, München 2001.
- James Turrell: Zug, Zuoz. Hatje Cantz, Ostfildern 2010.
- HöllenParadiese. Kunsthaus, Zug 2011.
- Kandinsky. München: C.H. Beck, München 2016.
- Komödie des Daseins. Hatje Cantz, Berlin 2018.